# James Mtume
James Mtume, född 27 mars 1946 i Philadelphia i Pennsylvania, död 9 januari 2022, var en amerikansk skivproducent, bandledare, debattör, låtskrivare med mer.
James Mtume var under 1970-talet jazzpercussionist som bland annat spelade in och turnerade med Miles Davis och medverkade på platta med namn som Sonny Rollins, Herbie Hancock och Freddie Hubbard. I slutet av 1970-talet rörde sig James Mtume allt mer från jazz mot funk. Tillsammans med partnern Reggie Lucas har Mtume producerat och skrivit låtar till bland annat Stephanie Mills, Roberta Flack och Phyllis Hyman. På egen hand har Mtume producerat och skrivit låtar till bland annat Mary J. Blige, Roy Ayers, LeVert, Sly Stone och Tease.

## Musikgruppen Mtume
Tillsammans med Tawatha Agee (sång), Phil Fields (keyboard) och Ray Johnson (bas) bildade James Mtume den Philadelphia-baserade R&B- och funkgruppen med just namnet Mtume. Deras debutalbum kom 1978 och hette Kiss this world goodbye. Mtume har sagt sig arbeta efter devisen "Less is more", vilket inte minst märks på deras mest kända låt "Juicy Fruit" från 1983 som i sitt upplägg och avklädda funkiga ljudbild var långt före sin tid. Låten samplades av The Notorious B.I.G. 1994 på hans stora hit "Juicy". Låten "Juicy Fruit" hamnade överst på Billboards R&B lista 1983. Tawatha Agee har agerat som körsångerska på album med bland annat Luther Vandross.

### Diskografi, album
- Kiss this world goodbye (1978)
- In search of the rainbow seekers (1980)
- Juicy Fruit (1983)
- You, me and he (1984)
- Native Son (soundtrack)  (1985)
- Theater of the mind (1986)